# Вілья-Монтес
Вілья-Монтес (ісп. Villa Montes або Villamontes) — невелике місто в Болівії, розташоване на лівому березі річки Пілкомайо на південному сході країни. 
Протягом Чакської війни місто було головною базою болівійської армії та місцем розташування верховного командування. Під час останньої фази війни місто було одних з останніх захисних рубежів країни, його оборона була спланована полковником Бернардіно Більбао Ріохою. Також тут відбулися важливі події «змови Вілья-Монтес» в 1934 році, коли президент Даніель Саламанка був заарештований армійськими офіцерами під час перебування у місті та 28 листопада 1934 був замінений новим президентом Хосе Луїсом Техада Сорсаною.

## Клімат
Місто знаходиться у зоні, котра характеризується вологим субтропічним кліматом. Найтепліший місяць — грудень із середньою температурою 27.7 °C (81.9 °F). Найхолодніший місяць — червень, із середньою температурою 17.6 °С (63.7 °F).
| Клімат Вілья-Монтеса    | Клімат Вілья-Монтеса | Клімат Вілья-Монтеса | Клімат Вілья-Монтеса | Клімат Вілья-Монтеса | Клімат Вілья-Монтеса | Клімат Вілья-Монтеса | Клімат Вілья-Монтеса | Клімат Вілья-Монтеса | Клімат Вілья-Монтеса | Клімат Вілья-Монтеса | Клімат Вілья-Монтеса | Клімат Вілья-Монтеса | Клімат Вілья-Монтеса |
| Показник                | Січ.                 | Лют.                 | Бер.                 | Квіт.                | Трав.                | Черв.                | Лип.                 | Серп.                | Вер.                 | Жовт.                | Лист.                | Груд.                | Рік                  |
| Середня температура, °C | 27,5                 | 26,9                 | 25,5                 | 23                   | 20,7                 | 17,6                 | 18,4                 | 20,7                 | 23,7                 | 26,3                 | 27,2                 | 27,7                 | 23,8                 |
| Норма опадів, мм        | 170.9                | 138.9                | 142                  | 98.1                 | 25.9                 | 13.1                 | 7.6                  | 7.4                  | 10.6                 | 41.6                 | 85.6                 | 139.4                | 881.1                |
| Днів з опадами          | 10,5                 | 9,1                  | 9,2                  | 7,2                  | 5                    | 3,5                  | 2,5                  | 1,6                  | 2,4                  | 5                    | 7,7                  | 9                    | 72,7                 |
| Вологість повітря, %    | 70.1                 | 71.9                 | 74.3                 | 75.9                 | 75.1                 | 73.3                 | 66.2                 | 57.7                 | 52.9                 | 54.8                 | 60.7                 | 66.3                 | 66.6                 |
| ----------------------- | -------------------- | -------------------- | -------------------- | -------------------- | -------------------- | -------------------- | -------------------- | -------------------- | -------------------- | -------------------- | -------------------- | -------------------- | -------------------- |
| Джерело: Weatherbase    |                      |                      |                      |                      |                      |                      |                      |                      |                      |                      |                      |                      |                      |